# لشک تله‌شینسکی
لِـشِـک تله‌شینسکی (لهستانی: Leszek Teleszyński؛ زادهٔ ۲۱ مهٔ ۱۹۴۷) بازیگر اهل لهستان است.
از فیلم‌ها یا برنامه‌های تلویزیونی که وی در آن نقش داشته‌است، می‌توان به پیمان ورشو، مایکا، سیل، با آتش و شمشیر (فیلم)، با آتش و شمشیر (مجموعه تلویزیونی)، حوزه استحفاظی ۱۳، قسمت سوم شب، کلبه جنگلی، هتل ۵۲ و دوشیزه بی‌اهمیت اشاره کرد.